# Senijad Ibričić
Senijad Ibričić (Kotor Varoš, 26 de setembro de 1985) é um futebolista bósnio que atua como meio-campista. Defende atualmente o Karşıyaka.

## Seleção Nacional
Estreou pela Seleção Bósnia principal em 28 de fevereiro de 2006 em partida amistosa contra o Japão. Foi convocado à Copa do Mundo FIFA de 2014.